# Виробництво кави в Домініканській Республіці

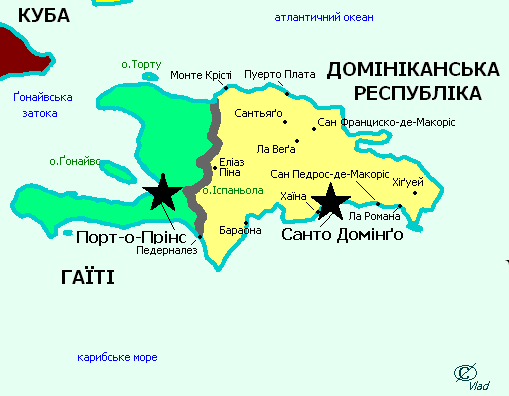
Карта Домініканської Республіки

Виробництво кави в Домініканській Республіці зосереджене переважно у гірських районах країни, які складають щонайменше половину площі Гаїті. Боби Домінікани, завезені в країну в 1715 році, більші та товщі, ніж боби Мартиніки. Основним сортом кави, що вирощується в країні, є арабіка (відома в усьому світі як «мілд»). Робуста також вирощується, але лише приблизно на 1,3 % площі землі, її споживає місцеве населення. Загальна висота вирощування кави коливається від 600 до 1 450 метрів над рівнем моря.

## Історія
Кавова культура Домініканської республіки сягає 300-річної давнини. Протягом останніх десятиліть кількість фермерів, що вирощують каву, значно зменшилася, але виробництво кави залишилося стабільним, оскільки сучасне сільське господарство підвищило продуктивність.
Кава вперше представлена в Домініканській Республіці в 1715 році і була основною культурою для дрібних фермерів. Каву почали експортувати приблизно в 1872 році. На початку 20-го століття ця культура культивувалася у всьому Сібао, переважно в окрузі Пуерто-Плата. Експорт кави з Домініканської Республіки в 1900 році склав 1 792 388 кг. У 1918 році важливі кавові райони були в Моці, Сантьяго та Бані, причому приблизно 66 % врожаю експортувалося з Пуерто-Плати.
Площа під кавовими плантаціями становила 120 000 гектарів (близько 3 % земель під землеробством), але з 1981 року посівні площі значно скоротилися, проте рівень виробництва залишився в цілому незмінним завдяки впровадженню сучасних технологічних ресурсів. Існує п'ять основних регіонів виробництва кави, чотири з них знаходяться в високогірному регіоні — Центральний гірський регіон, Північний гірський регіон, гірський хребет Нейба та гірський хребет Бахоруко. У цьому секторі працювало від 40 000 до 50 000 фермерів.

## Виробництво та смакові якості
У 2013 році, згідно зі статистикою ФАО, виробництво кави склало 9 200 тонн, що становило близько 0,1 відсотка світового виробництва. Вирощена на площі 22 400 гектарів з врожайністю 451 кілограм з гектара.
До України мита домініканська кава експортується із плантацій Barahona та Finca Ibonna. На плантації Finca Ibonna, регіон проростання Ocoa San Jose de Ocoa, кава вирощується на висоті від 600 до 1450 м. Понад 25 працівників працюють на плантації, де доглядають за кавовими деревами, збирають, ферментують, миють і сушать каву. Під час збору врожаю до команди приєднуються 150 працівників, які відбирають лише червоні, стиглі ягоди. Кава з цієї плантації характеризується нотками карамелі, печеного яблука, шоколаду і цукатів. Оцінка грейдерів — 85,0.
Кава з плантації Barahona славиться приємними смаковими нотками яблук та винограду. Напій виходить досить густим, з легкою терпкістю. Має середню щільність, м'який смак, класичний кавовий аромат і дуже приємний післясмак цитруса. Зернову каву з Домініканської Республіки відносять до елітних видів арабіки, оскільки він досить рідкісний. Домінікану омивають води Карибського моря та Атлантичного океану, що створює максимально сприятливий клімат для вирощування кави. На плантаціях досить кислий і вологий ґрунт, тому готовий домініканський напій матиме легкий присмак цитруса та приємний, ненав'язливий аромат шоколаду, горіхової пасти та темної карамелі.